# Лекса, Франтишек
Франтишек Лекса (чеш. František Lexa; 5 апреля 1876, Пардубице, Австро-Венгрия — 13 февраля 1960, Прага, ЧССР) — чешский и чехословацкий египтолог, педагог, доктор философии, профессор египтологии Карлова университета, один из инициаторов создания Чехословацкого египтологического института, первый директор института египтологии при Карловом университете в Праге в 1958—1960 годах.
Основоположник египтологии в Чехословакии. Член Академии наук Чехословакии (с 1952).

## Биография
Сын юриста. После окончания гимназии в Праге, где среди его учителей был Алоис Йирасек, который преподавал географию и историю, в 1894 году поступил на факультет искусств Карлова университета. Изучал математику, физику, философию и психологию. Среди его однокурсников был Зденек Неедлы, а среди преподавателей — Т. Г. Масарик.
Позже, учительствовал средней школе. Самостоятельно изучил египетский язык.
В 1903 году стал доктором философии, темой его докторской диссертации была психология письма. Франтишек Лекса — первый чех, который перевёл и опубликовал в 1905 году египетские тексты на чешском языке.
Провёл остаток своей научной карьеры в Карловом университете в Праге, сначала как приват-доцент, затем работал старшим преподавателем египтологии (1919), читал курс лекций «Древние цивилизации вдоль реки Нил», в 1922 году — доцент, позже стад первым в Чехословакии профессором египтологии (1927) и, наконец, первым директором Чехословацкого египтологического института (1958). Среди учеников Лекса были Ярослав Черны и Збинек Жаба.
После 1950 года награждён рядом государственных наград, включая Орден Труда и Орден Республики.

## Научная деятельность
Специалист по сложному для расшифровки демотическому письму, которое считается предпоследней фазой развития египетского языка.
Основные труды Лекса посвящены египетской религии, магии и языкознанию; занимался также переводами древнеегипетской литературы. Среди его переводов «Поучения Кагемни» (1928).

## Избранные труды
- Výbor z mladší a starší literatury staroegyptské (1947)
- Náboženská literatura staroegyptská (1921)
- Beletristická literatura staroegyptská (1923)
- Staroegyptské čarodějnictví (1923)
- La magie dans l’Egypte antique de l’ancien empire jusqu’a l'époque copte, v. 1—3, P.(1925)
- Obecné mravní nauky staroegyptské (1926—1929)
- Grammaire démotique, t. 1—7, Praha, (1949—1951)
- Grammaire démotique — Gramatika démotštiny (1951)
- Veřejný život ve starověkém Egyptě (1955—1956)

Похоронен на Ольшанском кладбище  в Праге. 